# Anjouan
Anjouan (Ndzuwani vagy Nzwani néven szintén ismert) a Comore-szigetek autonóm köztársasága. 
A sziget a Indiai-óceánon található. Fővárosa Mutsamudu, egy 2006-os felmérés szerint 277 500 lakosa volt. A sziget teljes területe 424 négyzetkilométer. Lakossága comore-iul, arabul és franciául beszél. A világ egyik legszegényebb országa a Comore-szigetek, a lakosság 60%-a nagy szegénységben él. Anjouan és Mohéli szigetek 1997-ben kinyilvánították függetlenségüket, 2001-ben azonban sikerült megakadályozni a szövetség széthullását a szigeteknek autonómiát biztosító megállapodás aláírásával. Anjouan szigete autonómiával és önálló törvényhozással rendelkezik az államszövetségen belül.
2008 márciusában az Afrikai Unió (AU) egy február óta tervezett katonai akciót hajtott végre a Comore-szigeteki Szövetség szakadár szigete, Anjouan ellen. Az akció eredményeként Mohamed Bacar ezredes, a sziget elnöke elmenekült a Franciaországhoz tartozó Mayotte szigetére, ahol menekültstátuszért folyamodott. A francia hatóságok átszállították Réunion szigetére, ahol fogságban tartják. Bacar a sziget élén állva annak teljes politikai elszakadásért harcolt.

## Lásd még
- A Comore-szigetek városai
- Anjouan zászlaja
- Anjouan.net (Angolul és franciául)